# Lewedorp
Lewedorp es una localidad del municipio de Borsele, en la provincia de Zelanda (Países Bajos). Está situada unos 9 km al este de Middelburg.
En 2001 contaba con 1 260 habitantes, que ascendieron a 1 771 en 2010.

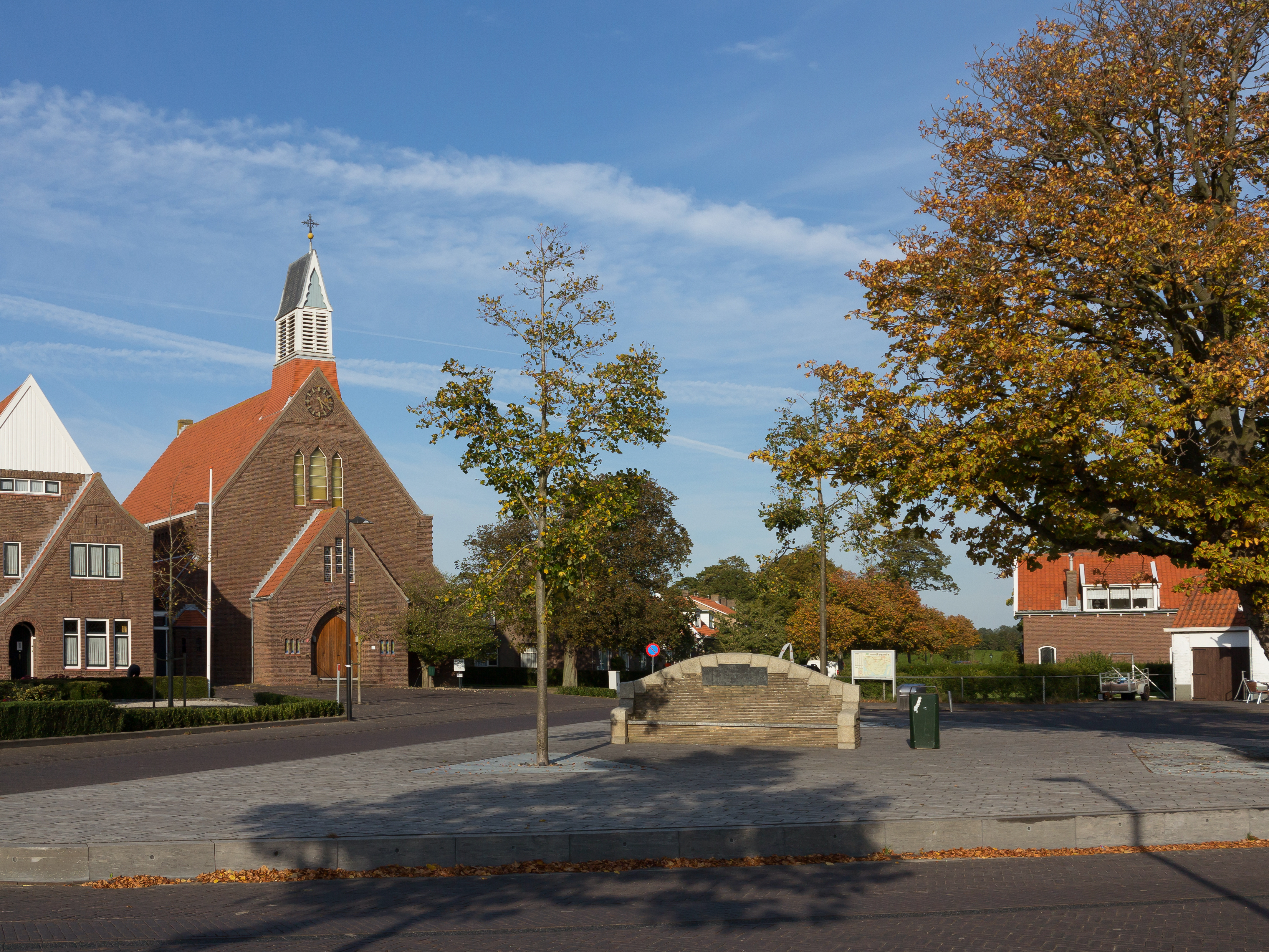
La iglesia católica

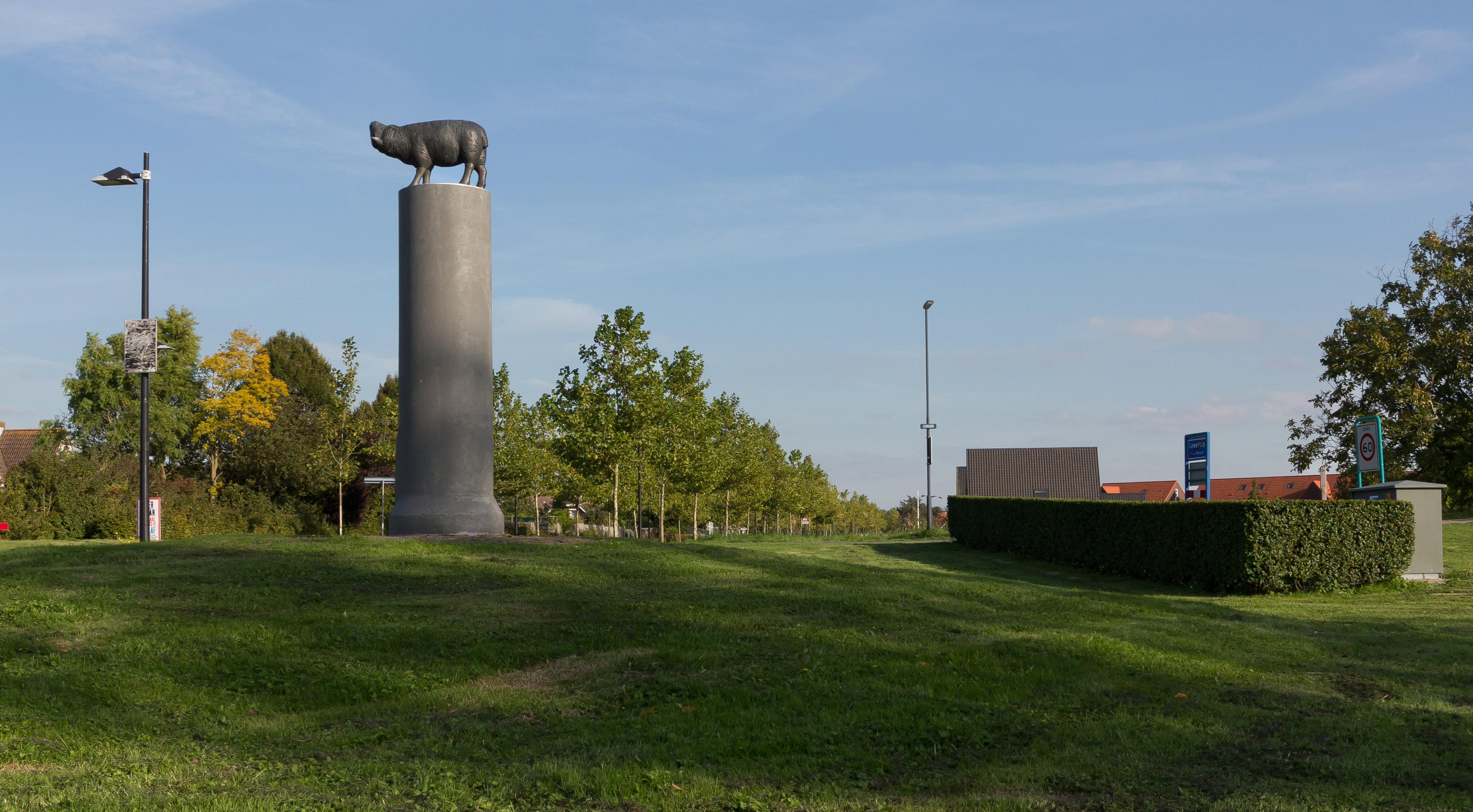
La escultura